# Сетинђано
Сетинђано (итал. Settingiano) је насеље у Италији у округу Катанцаро, региону Калабрија.
Према процени из 2011. у насељу је живело 1040 становника. Насеље се налази на надморској висини од 245 м.

## Становништво
Према резултатима пописа становништва 2011. у општини је живело 2.955 становника.
| 1931. | 1936. | 1951. | 1961. | 1971. | 1981. | 1991. | 2001. | 2011. |
| ----- | ----- | ----- | ----- | ----- | ----- | ----- | ----- | ----- |
| 1.636 | 1.780 | 2.008 | 2.023 | 1.655 | 1.791 | 2.299 | 2.319 | 2.955 |